# San Marino na Zimowych Igrzyskach Olimpijskich 2006
San Marino na Zimowych Igrzyskach Olimpijskich 2006 reprezentował jeden zawodnik - Marino Cardelli, który wystartował w jednej konkurencji w narciarstwie alpejskim. Był to debiut tego zawodnika na igrzyskach olimpijskich. W chwili startu Marino Carelli miał 18 lat.

## Narciarstwo alpejskie
Narciarstwo alpejskie było jedyną dyscypliną, w której zaprezentował się zawodnik San Marino. Wystartował on w tylko jednej z pięciu konkurencji - slalomie gigancie. Zjazdu jednak nie ukończył.
Mężczyźni
- Marino Cardelli

| Zawodnik        | konkurencja   | Zjazd 1. | Msc. 1. | Zjazd 2. | Msc. 2. | W sumie | Miejsce |
| --------------- | ------------- | -------- | ------- | -------- | ------- | ------- | ------- |
| Marino Cardelli | Slalom gigant | DNF      | DNF     |          |         | DNF     |         |